# 桃園市市民卡
桃園市市民卡是台灣桃園市境內發行的一種以智慧卡為載體，以悠遊卡或一卡通為基礎，達到多卡合一、一卡多用的市民卡，由桃園市政府主導，具有桃園市戶籍的市民或於桃園就學的學生是桃園市市民卡的發放對象，採記名申請發行。桃園市市民卡基礎載具為悠遊卡及一卡通系統（於電子票證現有功能上做擴充及改良），具備小額電子錢包的功能，可用於台灣大部分公共運輸系統以及小額消費商店，並結合繳納規費、借書證、校園學生卡以及紅利積點等功能，以及提供許多市民專屬優惠例如：搭乘桃園捷運和桃園市公車優惠、租借YouBike優惠、市內特約商店購物優惠、市內觀光景點購票優惠和市府不定期舉辦的相關打卡集點與抽獎等活動，其中悠遊卡版本的市民卡使用悠遊卡公司之第二代晶片卡。
桃園市市民卡亦推出空中下載（OTA）功能，與智慧型手機結合為「虛擬卡」，提供市民更多元的選擇，並開發市民卡專屬App，結合在地商圈與特約商店資訊，主動提供市民相關訊息，強化桃園市商業與觀光發展。
截至2020年2月，已發行超過150萬張。

## 歷史
桃園縣政府因應2014年12月25日桃園縣升格為直轄市，為提升城市競爭力和提升市民生活便利性，以及迎合全球建設智慧城市的新趨勢，故著手規劃桃園市民卡之設計。
2014年7月1日至7月30日，桃園縣政府於網路上公開舉辦票選桃園市民卡名稱之抽獎活動，票選名稱一共有十個，分別為：「i 桃卡」、「T Card」、「桃園卡」、「樂桃卡」、「桃樂卡」、「桃遊卡」、「愛桃卡」、「桃寶卡」、「新桃卡」、「ㄑ桃卡」。活動結束，網站總共票數為326,112票，最後「桃樂卡」以55,682票獲選，成為桃園市民卡之正式名稱，但正式推出後，僅以「桃園市市民卡」為名，實際使用上並未以桃樂卡為名。
2015年7月22日至8月5日，桃園市政府舉辦「愛上桃園i-voting」桃園市市民卡 ─ 卡套標語票選活動，票選名稱一共有十個，分別為：「幸福隨身走」、「一卡走透透」、「方便我所有」、「幸福在手裡」、「這張 卡好用」、「就是要這張」、「方便帶著走」、「生活好幫手」、「智慧樂生活」、「升格好生活」。活動結束，「這張 卡好用」以19715票獲選為桃園市民卡卡套之正式標語。卡套封面設計則是由2017年臺北世大運LOGO設計者，桃園市籍的設計師徐千舜小姐負責。
2015年9月1日桃園市市民卡正式推出，並同時開放一般卡及敬老愛心卡之申請，並發放學生卡及員工卡。
2016年新增一卡通做為桃園市市民卡之載具的選項之一，市民可自由選擇悠遊卡或一卡通做為其載具，兩者市民卡功能相同，僅在額外加值服務上有些微不同。

## 申請地點
- 一般卡於各區公所及市立圖書館總館暨轄下12主要分館及復興區立圖書館辦理申請，申請完畢後當場印製卡片並發放，亦可採取網路申辦(行動自然人憑證、自然人憑證)，申請網址：https://citycardonline.tycg.gov.tw/module/card-apply/module/card-apply/ap/application/first_time （页面存档备份，存于） 。
- 敬老愛心卡和愛心陪伴卡於各區公所辦理申請，申請完畢後當場印製卡片並發放，亦可採取網路申辦。
- 學生卡由各級學校收集資料後，統一製作發放。

## 卡片種類
| 類型         | 記名 | 使用條件                                                                                             | 首次購買價格 | 備註 |
| ------------ | ---- | --- | ------------ | --- |
| 一般卡       | 是   | 設籍於桃園市且年滿7歲以上至65歲以下，不具備敬老卡、愛心卡、學生卡及員工卡申請資格之市民              | 免費製發     | 可以使用悠遊卡、一卡通的功能與優惠，且額外具有借書證、繳費卡、活動卡、集點卡、門禁卡等功能，以及市民卡專屬優惠。                                           |
| 敬老卡       | 是   | 設籍桃園市且年滿65歲以上之市民                                                                       | 免費製發     | 除了一般卡功能，增加桃園市公車優惠與愛心計程車優惠。 |
| 原住民敬老卡 | 是   | 設籍桃園市且年滿55歲以上之原住民                                                                     | 免費製發     | 除了一般卡功能，增加桃園市公車優惠與愛心計程車優惠。 |
| 外籍敬老卡   | 是   | 持有我國永久居留證，且居留地為桃園市之65歲以上外籍人士                                               | 免費製發     | 除了一般卡功能，增加桃園市公車優惠與愛心計程車優惠。 |
| 愛心卡       | 是   | 設籍桃園市且領有身心障礙手冊或證明之市民                                                             | 免費製發     | 除了一般卡功能，增加桃園市公車優惠與愛心計程車優惠。 |
| 愛心陪伴卡   | 是   | 具愛心卡資格之市民，且領有身心障礙手冊者或領有身心障礙證明者，並符合必要陪伴者認定，於該證明中註記者 | 免費製發     | 申請愛心陪伴卡以一張為限，提供與持有愛心卡者出門隨行之陪伴者使用，陪伴卡使用者也可以享有同等優惠。                                                         |
| 兒童優待卡   | 是   | 設籍於桃園市且滿6歲(含)以上學齡前兒童                                                                | 免費製發     | |
| 學生卡       | 是   | 就讀於桃園市內的公、私立大學、五專、高中、高職、國中、國小學生                                       | 免費製發     | 除了一般卡功能，增加校園和市立圖書館借閱功能、搭乘桃園市公車國小5折、國中以上75折優惠。 畢業後，學生卡學生身分及優惠將會註銷，仍可作為一般記名市民卡使用。 |
| 員工卡       | 是   | 桃園市政府暨所屬機關學校、桃園市復興區公所、桃園市復興區民代表會之員工。                             | 免費製發     | |

## 外部連結
- 桃園市市民卡 （页面存档备份，存于）
- 悠遊卡 （页面存档备份，存于）
- 一卡通 （页面存档备份，存于）